# Stephanie Murphy

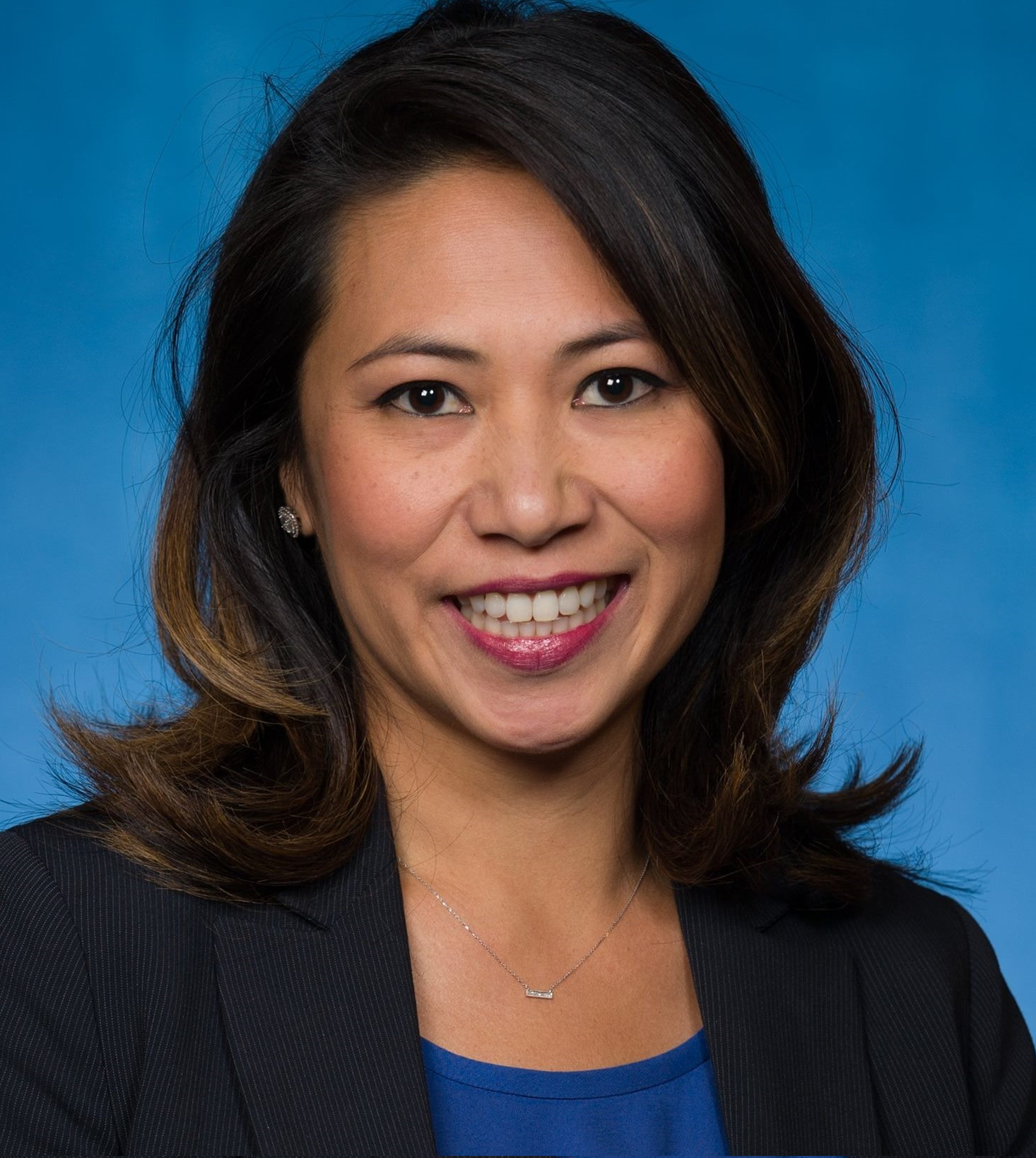
Stephanie Murphy (2017)

Stephanie Ngọc Murphy (* 16. September 1978 in Ho-Chi-Minh-Stadt, Vietnam) ist eine US-amerikanische Politikerin der Demokratischen Partei. Seit dem 3. Januar 2017 vertritt sie den siebten Distrikt des Bundesstaats Florida im US-Repräsentantenhaus.

## Privatleben
Stephanie Murphy floh 1979 mit ihren Eltern in einem Boot aus ihrer vietnamesischen Heimat, wo die Familie in einem Flüchtlingslager gelebt hatte. Nachdem ihr Boot wegen Treibstoffmangels auf hoher See festlag, wurden sie von einem Schiff der United States Navy gerettet. Später ließ sich die Familie im nördlichen Teil des Bundesstaates Virginia nieder. In den Jahren 1996 bis 2000 studierte sie am College of William and Mary die Fächer Wirtschaft und Internationale Beziehungen. Zwischen 2002 und 2004 war sie an der Georgetown University eingeschrieben, wo sie Außenpolitik studierte. Sie nahm einige Beraterstellen an und arbeitete zwischen 2004 und 2008 für das Verteidigungsministerium der Vereinigten Staaten. Seit 2008 ist sie als Management Director Vorstandsmitglied der Firma Sungate Capital. Seit 2014 lehrt sie zudem das Fach Wirtschaft am Rollins College. Sie ist verheiratet und hat zwei Kinder. Ihren Wohnsitz hat sie in Winter Park.

## Politik
Politisch schloss sich Murphy der Demokratischen Partei an. Bei den Kongresswahlen des Jahres 2016 wurde sie im siebten Wahlbezirk von Florida in das US-Repräsentantenhaus in Washington, D.C. gewählt, wo sie am 3. Januar 2017 die Nachfolge des langjährigen republikanischen Amtsinhabers John Mica antrat, den sie bei der Wahl geschlagen hatte. Sie war die erste weibliche Kongressabgeordnete vietnamesischer Abstammung. Sie wurde zwei Mal wiedergewählt, einschließlich der Wahl 2020. Die Legislaturperiode im 117. Kongress der Vereinigten Staaten lief bis zum 3. Januar 2023.
Am 20. Dezember 2021 erklärte sie, 2022 nicht für eine vierte Amtszeit zu kandidieren.
Vor ihrem Ausscheiden aus dem Kongress war Stephanie Murphy Mitglied in folgenden Ausschüssen:
- Committee on Armed Services
  - Intelligence and Special Operations
  - Tactical Air and Land Forces
- Committee on Ways and Means
  - Trade
  - Worker and Family Support
- Select Committee to Investigate the January 6th Attack